# مخطط بيلبورد العالمي 200
مخطط بيلبورد العالمي 200 هو مخطط قياسي أسبوعي تنشره مجلة بيلبورد. يصنف المخطط أفضل الأغاني على مستوى العالم ويعتمد على المبيعات الرقمية و "الستريم" عبر الإنترنت من أكثر من 200 منطقة حول العالم. تم إطلاقه رسميًا في سبتمبر 2020، على الرغم من الإعلان عن المخطط لأول مرة في منتصف عام 2019.
أول الأغنية تصدرت المركز الأول على المخطط كانت " WAP " لكاردي بي بتاريخ 19 سبتمبر 2020 والتي تضم ميغان ثاي ستاليون. الرقم الأول الحالي في الرسم البياني بتاريخ 1 مايو 2021 هو «مونتيرو (اتصل بي باسمك)» بقلم ليل ناس إكس.

## مفهوم المخطط
كانت بيلبورد تعمل على فكرة المخطط العالمي لأكثر من عامين قبل إطلاقها. تم الإعلان عن المخطط لأول مرة في 6 مايو 2019، ثم تم تصوره كـ "Global 100" وكان من المقرر إطلاقه في وقت لاحق من ذلك العام. كان الدافع وراء مفهوم المخطط هو «تعريض الناس للموسيقى من مناطق متعددة وفي الوقت المناسب»، لتوفير «العرض والاعتراف بالفنانين من اسواق الموسيقى العالمية الذين تأخر الاعتراف بهم». مع الإعلان الرسمي للمخطط في 14 سبتمبر 2020، وصفته بيلبورد بأنه «أول مخططات موثوقة تصنف أفضل الأغاني على مستوى العالم»، وذكرت أن اعتماد المخطط على الستريمات العالمية ومبيعات التحميل «سيعطي لمحة دقيقة عن أكثر الأغاني شعبية على هذا الكوكب».
كان إنشاء رسم بياني عالمي يعتمد على توافر البيانات، فضلاً عن وجود مختلف خدمات الستريم المباشر والتجزئة الرقمية «على استعداد للمشاركة وتوفير البيانات» اعتبر بيلبورد أن هذه «ليست مهمة سهلة» والسبب وراء استغراق وقت طويل لإطلاق مخطط عالمي.
تم عرض المخطط لأول مره رسمياً على موقع بيلبورد في 15 سبتمبر 2020.

## التصنيف

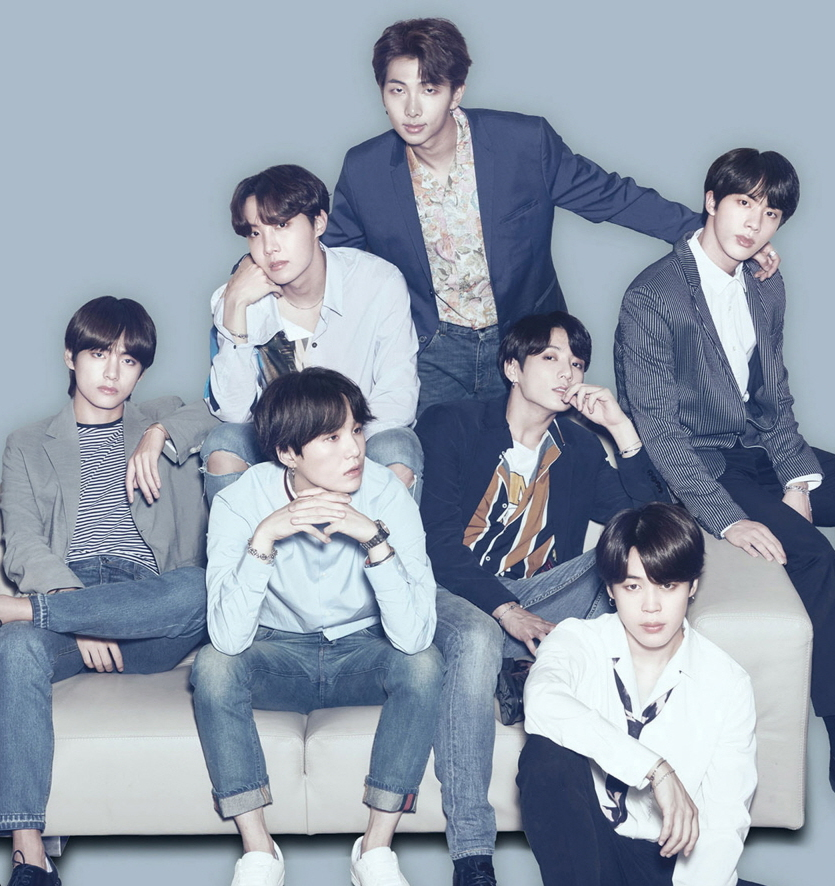
حققت فرقة الفتيان الكورية الجنوبية BTS ثلاث أغنيات في المركز الأول على مخطط Global 200، أكثر من أي فنان آخر.

تتضمن منهجية المخطط بيانات المبيعات وبيانات الستريم من أكثر من 200 منطقة. يتم قياس المراكز على أساس معادلة مرجحة تتضمن الستريمات الرسمية من كل من الاشتراكات والمستويات المدعومة بالإعلانات لأفضل المنصات الرقمية، بما في ذلك خدمات الموسيقى الصوتية والمرئية، ومبيعات التحميل من كبار بائعي الموسيقى بالتجزئة من جميع أنحاء العالم، مع المبيعات من مواقع التاجر-إلى-المستهلك (D2C) مستبعدة. يتم «وزن» الستريم من خلال الاشتراكات المدفوعة التي تحمل وزنًا أكبر من الستريمات من الاشتراكات المجانية. فيما يتعلق بالسؤال حول الانتشار المتزايد للستريمات الوهمية التي تثير التساؤل عما إذا كان يمكن للمستهلكين الوثوق بالمعلومات الموجودة على منصات بث الموسيقى، أوضح بيلبورد أنهم «لقد عملنا عن كثب مع مزودي البيانات لدينا لتنفيذ إرشادات تدقيق مختلفة للحد من أي تأثير كبير للستريمات المصنعة. . بالإضافة إلى ذلك، يمتلك كل مزود بيانات إجراءات وقائية خاصة به للتعرف على السلوك الاحتيالي والقبض عليه قبل وصوله إلى شركاء البيانات، بما في ذلك Billboard و MRC Data».

## مخطط بيلبورد العالمي باستثناء الولايات المتحدة
إلى جانب Global 200، أطلقت بيلبورد مخططًا مشابهًا آخر: مخطط بيلبورد العالمي بأستثناء الولايات المتحدة. يتبع هذا المخطط نفس الصيغة Global 200، لكن مع استثناء، كما يوحي الاسم، أنه يغطي جميع المناطق باستثناء الولايات المتحدة. أوضح بيلبورد سبب وجود مخططين: «كان أحد أهداف هذا المشروع هو تعريض الناس للموسيقى من مناطق متعددة. لذا فإن وجود مخطط بعمق 200 أغنية ومخطط يقدم جهة أخرى لتصنيف الأغاني باستثناء التأثير الأمريكي كان ذا أهمية كبيرة لنا». الأغنية الأولى في الرسم البياني بتاريخ 19 سبتمبر 2020 كانت «هاواي» لمالوما.

## روابط خارجية
- الرسم البياني الحالي في Billboard.com